# Susanna Clarke

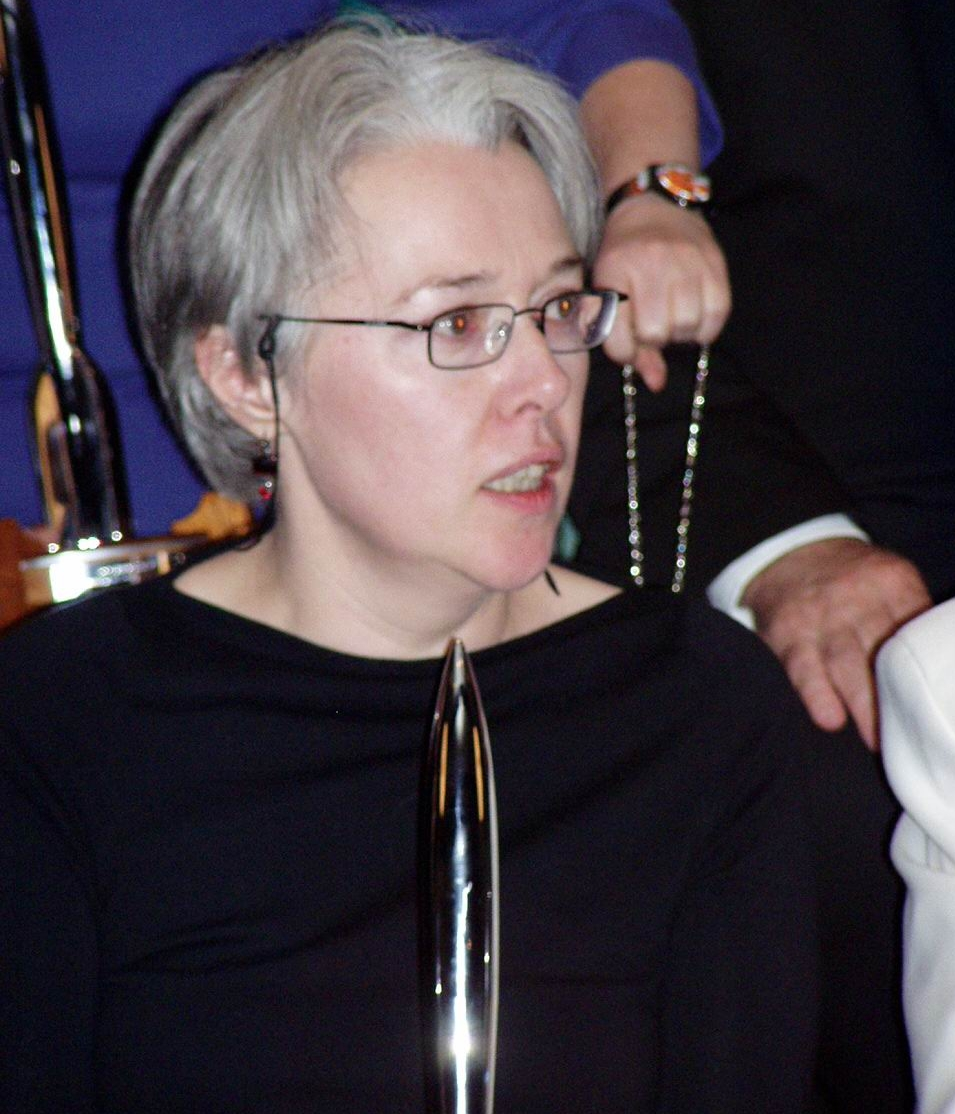
Susanna Clarke bei dem 63ten Welt-Science-Fiction-Kongress (Worldcon) in Glasgow im August 2005

Susanna Mary Clarke (* 1. November 1959 in Nottingham) ist eine britische Schriftstellerin. Bekanntheit erlangte sie mit ihrem phantastischen Roman Jonathan Strange & Mr Norrell.

## Leben
Clarke wurde 1959 in Nottingham als älteste Tochter eines Pastors der methodistischen Kirche geboren. Während ihrer Kindheit zog sie oft um und lebte in verschiedenen Städten Nordenglands und Schottlands.
Später studierte sie am St Hilda’s College der Universität Oxford. Nach ihrem erfolgreichen Abschluss war sie einige Zeit in verschiedenen Sachbuchverlagen tätig. 1990 ging sie für ein Jahr als Englischlehrerin zu Fiat nach Turin. 1991 ging sie als Dozentin für Englisch nach Bilbao (Spanien).
1992 kehrte Clarke nach Großbritannien zurück und übernahm zwischen 1993 und 2003 das Lektorat der Sparte Kochbücher des Verlags Simon & Schuster in Cambridge. Vor ihrem ersten Roman veröffentlichte sie bereits einige Kurzgeschichten. Ihr zweiter Roman Piranesi wurde 2021 mit dem Women’s Prize for Fiction ausgezeichnet.
Derzeit lebt Clarke mit ihrem Lebensgefährten, dem Schriftsteller Colin Greenland, in Cambridge.

## Auszeichnungen
- 2005 Hugo Award für Jonathan Strange & Mr Norrell als bester Roman
- 2005 Locus Award für Jonathan Strange & Mr Norrell in der Kategorie „First Novel“
- 2005 Mythopoeic Award für Jonathan Strange & Mr Norrell in der Kategorie „Adult Literature“
- 2005 SF Site Readers Poll für Jonathan Strange & Mr Norrell in der Kategorie „Sf/Fantasy Book“
- 2005 World Fantasy Award für Jonathan Strange & Mr Norrell als bester Roman
- 2007 Geffen Award für Jonathan Strange & Mr Norrell in der Kategorie „Fantasy Book“
- 2021 Women’s Prize for Fiction für Piranesi

## Werke
Romane
- Jonathan Strange & Mr Norrell (2004, Roman)
  - Deutsch: Jonathan Strange & Mr Norrell. Übersetzt von Anette Grube & Rebekka Göpfert. Berlin Verlag, 2004, ISBN 978-3-453-42474-6 (Gebunden, dt. Erstausgabe vom 1. Januar 2004), (Taschenbuch, Erstausgabe Berlin Verlag vom 6. Dezember 2005, Neuausgabe Heyne Verlag vom 20. Dezember 2020)

- Piranesi (2020)
  - Deutsch: Piranesi. Übersetzt von Astrid Finke. Karl Blessing Verlag, München 2020, ISBN 978-3-89667-672-6

Kurzgeschichten (2006, Sammelausgabe)
- The Ladies of Grace Adieu and Other Stories
  - Deutsch: Die Damen von Grace Adieu. Übersetzt von Anette Grube. Bloomsbury, 2006, ISBN 3-8270-0688-0.

Kurzgeschichten (Einzeltitel)
- Stopp’t-Clock Yard (Sandman-Geschichte; 1996, in: Neil Gaiman und Edward E. Kramer (als Ed Kramer) (Hrsg.): The Sandman: Book of Dreams)
- The Ladies of Grace Adieu (1996, in: Patrick Nielsen Hayden (Hrsg.): Starlight 1)
- On Lickerish Hill (1997, in: Ellen Datlow und Terri Windling (Hrsg.): Black Swan, White Raven)
- Mrs Mabb (1998, in: Patrick Nielsen Hayden (Hrsg.): Starlight 2)
- The Duke of Wellington Misplaces His Horse (1999)
- Mr. Simonelli or the Fairy Widower (2000, in: Ellen Datlow und Terri Windling (Hrsg.): Black Heart, Ivory Bones)
- Tom Brightwind, or, How the Fairy Bridge Was Built at Thoresby (2001, in: Patrick Nielsen Hayden (Hrsg.): Starlight 3)
- Antickes and Frets (2006, in: Susanna Clarke: The Ladies of Grace Adieu and Other Stories)
- John Uskglass and the Cumbrian Charcoal Burner (2006, in: Susanna Clarke: The Ladies of Grace Adieu and Other Stories)
- The Wood at Midwinter (2024, ISBN 978-1-5266-7521-7)

## Referenzen
- Introduction by Professor James Sutherland, Director of Sidhe Studies , University of Aberdeen (2006, in: Susanna Clarke: The Ladies of Grace Adieu and Other Stories)